# Pokrov
Pokróv (ukrainsk: Покро́в, tr. Pokróv, ukrainsk udtale: [poˈkrɔu̯]  ( hør)), indtil 2016 Ordzjonikidze (ukrainsk: Орджонікі́дзе), er en lille by og mineby i Nikopol rajon, Dnipropetrovsk oblast i det centrale Ukraine. Den er hjemsted for administrationen af Pokrov urban hromada, en af hromadaerne i Ukraine.
Byen har en befolkning på omkring 37.493 (2022) indbyggere. Før Ruslands invasion af Ukraine 2022 havde den en befolkning på 38.111 (2021) indbyggere.

## Historie
I 1971 blev et stort Gyldent brystsmykke fundet på Tovsta Mohyla nær Pokrov af den ukrainske arkæolog Boris Mozolevski. Det har sandsynligvis tilhørt en Skyter-høvding fra det 3. århundrede f.Kr., men er sandsynligvis fremstillet af græske håndværkere fra Krimhalvøen.

## Galleri
- Park i Pokrov
- Centrum
- Boligblokke
- Monument for Taras Sjevtjenko